# Park Avenue Condominiums
Park Avenue Condominiums je mrakodrap v Atlantě. Má 44 podlaží a výšku 148 metrů. Tento 17. nejvyšší mrakodrap ve městě byl navržen firmou Burt Hill Kosar Rittelman Associates. Výstavba probíhala v letech 1998 – 2000. Po svém dokončení se stal nejvyšším obytným mrakodrapem v Atlantě, a to až do roku 2007, kdy jej překonal TWELVE Centennial Park Tower I.